# بخت آزمایی تگزاس

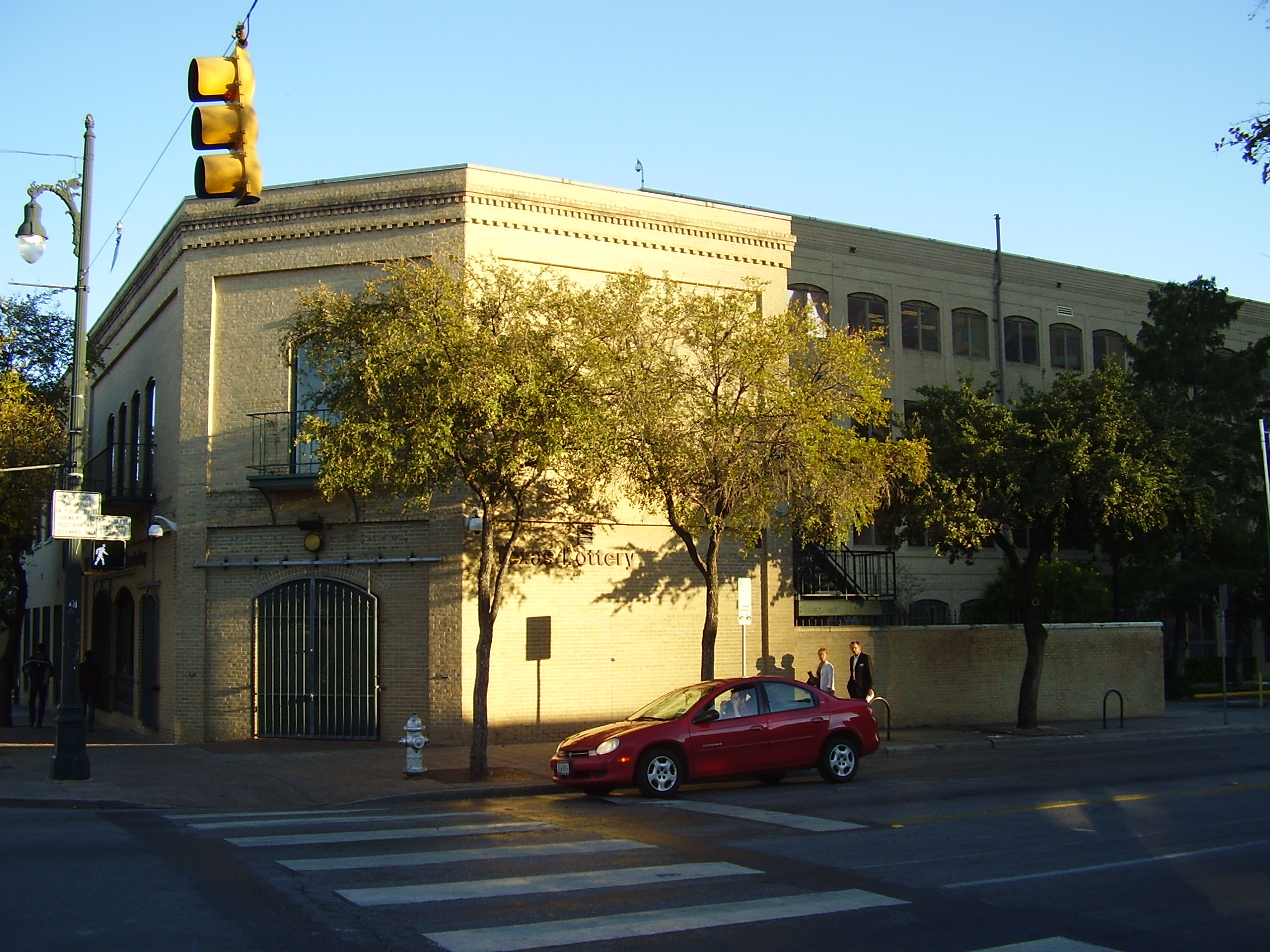
نمایی از ساختمان بخت آزمایی تگزاس

بخت آزمایی تگزاس یک لاتاری دولتی است که در سراسر ایالت تگزاس در دسترس است. قرعه کشی این بخت آزمایی توسط کمیسیون لاتاری تگزاس برگزار می‌شود که در مرکز شهر آستین قرار دارد.

## قوانین عمومی
همانند تمامی لاتاری های ایالات متحده بازیکنان باید حداقل 18 سال سن داشته باشند . بلیط های برنده باید در طی 180 روز جهت دریافت جایزه ارایه شوند. خریداران بلیط های لاتاری های تگزاس باید گزینه نقدی یا گزینه پرداخت سالیانه را در هنگام خرید بلیط انتخاب نمایند.

## بازی های فعلی

### بلیط های خراش
لاتاری تگزاس برنامه قرعه کشی های خود را با بلیط های خراش (scratch tickets) در سال 1992 آغاز کرد.قیمت بلیط های خراش از یک دلار تا صد دلار میباشد.جوایز بلیط های خراش شامل پول نقد تا سقف یک میلیون دلار , ماشین , و بلیط برنامه های ورزشی و تورهای استادیوم AT&T میباشد.

### لوتو تگزاس
لوتو تگزاس برنامه فروش بلیط خود را در سال1992 با فروش یک میلیارد دلار بلیط در سال اول آغاز کرد.فرمت قرعه کشی انتخاب شش عدد از 54 عدد گردونه قرعه کشی است .کسی که هر شش عدد بلیط خریداری شده خودش با شش عدد بیرون آمده از گردونه برابر باشد برنده جایزه بزرگ (جکپات) لوتوتگزاس خواهد شد.خریداران بلیط باید در هنگام خرید گزینه نقدی یا گزینه پرداخت سالیانه در سی سال را انتخاب نمایند.
یکی از برندگان لوتو تگزاس بازیکن سابق فوتبال آمریکایی توماس هندرسون است که در سال 2000 برنده جایزه 28 میلیون دلاری بخت آزمایی لوتو تگزاس شد .